# Morten Christensen
Morten Christensen (* 15. Juni 1965 in Kopenhagen) ist ein ehemaliger dänischer Tennisspieler.

## Leben
Christensen wurde 1983 Tennisprofi. Er spielte hauptsächlich auf der ATP Challenger Tour, auf der er zwei Doppeltitel gewinnen konnte. 1988 siegte er mit Michael Tauson in Hanko sowie mit Steve Guy in Thessaloniki. Sein bestes Ergebnis auf der ATP World Tour war eine Halbfinalteilnahme im Doppel bei den Swedish Open. Seine höchste Notierung in der Tennis-Weltrangliste erreichte er 1988 mit Position 250 im Einzel sowie 1986 Position 104 im Doppel.
Er konnte sich im Einzel nie für ein Grand-Slam-Turnier qualifizieren, seine besten Resultate im Doppel waren Zweitrundenteilnahmen bei den  US Open 1986 und den French Open 1987.
Christensen absolvierte zwischen 1986 und 1995 17 Einzel- sowie 14 Doppelpartien für die dänische Davis-Cup-Mannschaft. Es gelangen ihm dabei Einzelsiege gegen Thomas Muster und Emilio Sánchez Vicario. Sein größter Erfolg mit der Mannschaft war die Teilnahme am Viertelfinale der Weltgruppe, die 0-5 gegen Deutschland verloren ging, wobei er beide Einzel gegen Eric Jelen und Boris Becker abgab. Er trat bei den Olympischen Sommerspielen 1988 in Seoul sowohl im Einzel als auch im Doppel für Dänemark an. An der Seite von Michael Tauson erreichte er das Viertelfinale, sie unterlagen dort jedoch den späteren Goldmedaillengewinnern Ken Flach und Robert Seguso aus den Vereinigten Staaten. Im Einzel unterlag er in der ersten Runde gegen Slobodan Živojinović.